# Tomopterna tuberculosa
Tomopterna tuberculosa är en groddjursart som först beskrevs av George Albert Boulenger 1882.  Tomopterna tuberculosa ingår i släktet Tomopterna och familjen Pyxicephalidae. IUCN kategoriserar arten globalt som livskraftig. Inga underarter finns listade i Catalogue of Life.